# División de Honor de la Liga Nacional de Béisbol 2010
La División de Honor de la Liga Nacional de Béisbol 2010 fue la edición número 67 de la División de Honor de la Liga Nacional de Béisbol.
Estuvo compuesta por diez equipos. El equipo campeón de la temporada anterior en la Primera División A y que, por lo tanto, tenía derecho a ascender a División de Honor, fue Sevilla Club de Béisbol y Sófbol, pero no pudo aportar un campo de juego homologado para la categoría, por lo que no ascendió y permitió la permanencia de Astros Club de Béisbol en la categoría.
Se proclamó campeón el Club de béisbol y softbol Sant Boi.

## Clasificación final de la liga regular
| Puesto | Equipo                             | PJ | PG | PP | AVE | CF  | CC  |          |
| ------ | ---------------------------------- | -- | -- | -- | --- | --- | --- | -------- |
| 1      | Club de béisbol y softbol Sant Boi | 36 | 33 | 3  | 315 | 56  | 917 | Campeón  |
| 2      | Fútbol Club Barcelona              | 36 | 31 | 5  | 333 | 93  | 861 |          |
| 3      | Marlins Puerto de la Cruz          | 36 | 28 | 8  | 301 | 93  | 778 |          |
| 4      | Béisbol Navarra                    | 36 | 23 | 13 | 222 | 143 | 639 |          |
| 5      | San Inazio Beisbol Elkartea        | 36 | 18 | 18 | 198 | 189 | 500 |          |
| 6      | Astros Club de Béisbol             | 36 | 16 | 20 | 224 | 246 | 444 |          |
| 7      | Club Béisbol Viladecans            | 36 | 15 | 21 | 197 | 216 | 417 |          |
| 8      | Halcones de Vigo                   | 36 | 9  | 27 | 105 | 263 | 250 |          |
| 9      | Club Deportivo Pamplona            | 36 | 6  | 30 | 139 | 322 | 167 |          |
| 10     | El Llano Béisbol Club              | 36 | 1  | 35 | 58  | 471 | 28  | Descenso |